# Tobiasnusa atomus
Tobiasnusa atomus är en stekelart som beskrevs av Papp 2004. Tobiasnusa atomus ingår i släktet Tobiasnusa och familjen bracksteklar. Inga underarter finns listade i Catalogue of Life.